# سوسونو، شیزوئوکا
سوسونو در استان شیزوئوکا در کشور ژاپن  واقع شده‌است که دارای جمعیت ۵۳٬۷۴۰ نفر و مساحت ۱۳۸٫۳۹ کیلومتر مربع با تراکم جمعیت ۳۸۸ نفر در کیلومترمربع است و در تاریخ ۱ ژانویه ۱۹۷۱ به عنوان شهر شناخته شد.